# Direktvertrieb
Unter Direktvertrieb versteht man den persönlichen Verkauf von Waren und Dienstleistungen an Verbraucher in der Wohnung, am Arbeitsplatz oder an anderen Orten außerhalb ständiger Geschäftsräume nach persönlicher Beratung oder Vorführung durch einen Vertriebspartner oder unter Zuhilfenahme digitaler Medien, soweit zwischen den Beteiligten die Möglichkeit von gleichzeitigem Sicht- und Hörkontakt besteht und die Ware oder Leistung vor Vertragsabschluss vorgeführt wird. Zu letzterem gehören beispielsweise Online-Party, Online-Meeting und Live-Shopping.

Symbolbild – Direktvertrieb-Service – Koffer aus Aluminium

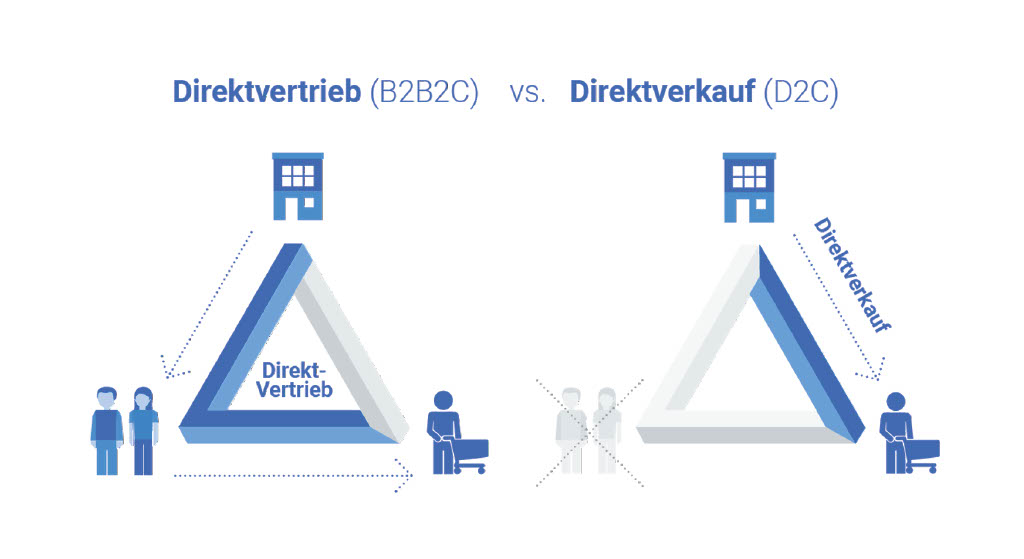
Der Unterschied zwischen Direktvertrieb (B2B2C) und Direktverkauf (D2C).

Der Direktvertrieb über selbständige Berater unterscheidet sich vom Direktverkauf, bei dem Unternehmen ihre Produkte ohne Zwischenhändler und ohne ein Beraternetz direkt in eigenen Online- oder Offline-Stores verkaufen. Dieses wird heute oft D2C oder DTC (Direct-to-Consumer) genannt.
Im Gegensatz dazu stehen der Handelsverkauf – bei dem die Leistung entlang einer Handelskette (über Wiederverkäufer) vertrieben wird – sowie der E-Commerce.
Im Direktvertrieb kann man zwei Hauptmodelle unterscheiden: den klassischen Direktvertrieb (mit einem Fokus auf Produktverkauf) und das Networkmarketing (mit Fokus auf den Aufbau eigener Beraterteams). Beide haben ihre Vor- und Nachteile für verschiedene Produktgruppen und sind verbreiteter in unterschiedlichen Kontinenten (Klassischer Direktvertrieb in Europa und Networkmarketing in Asien und Amerika).

## Wesen
Das Wesen des Direktvertriebs erschließt sich aus den Details seiner Definition durch den BDD:
- „Persönlich“ ist eins der Schlüsselworte im Direktvertrieb und ein Baustein seiner DNA. Sehr persönliche Beziehungen zu den Kunden heben den Direktvertrieb vom Einzelhandel und erst recht vom E-Commerce ab.
- „An Verbraucherinnen und Verbraucher“ meint das Endkundengeschäft und klammert damit B2B-Vertriebe aus.
- „In der Wohnung“ bedeutet, dass die Homeparty, der individuelle Kundenbesuch, die Kaffeerunde oder der Kochkurs traditionell beim Kunden zu Hause stattfinden.
- Der neue Zusatz (2023) „am Arbeitsplatz oder an anderen Orten außerhalb ständiger Geschäftsräume“ ist ein Zeichen für ein Aufbrechen dieser Definition, denn immer mehr Treffen finden auch außerhalb privater Räume statt, ob in Cafés oder an anderen öffentlichen Orten.
- „nach persönlicher Beratung / Vorführung“ steht für ausführliche Beratung von meist erklärungs- oder demonstrationsbedürftigen Produkten, die eine besondere Story besitzen
- „durch eine Vertriebspartnerin oder einen Vertriebspartner“ weist auf die Partnerschaft der meisten Direktvertriebsberater hin, die selbständig und auf Provisionsbasis arbeiten und keine Angestellten sind
- „unter Zuhilfenahme digitaler Medien, soweit zwischen den Beteiligten die Möglichkeit von gleichzeitigem Sicht- und Hörkontakt besteht und die Ware oder Leistung vor Vertragsabschluss vorgeführt wird (Online-Party, Online-Meeting, Live-Shopping)“. Auch dieser aktuelle Zusatz (2023) trägt der digitalen (R)Evolution der letzten Jahre Rechnung und schließt damit alle Formen digitaler Vorführungen mit ein.

„Direkt“ meint in der Selbstdarstellung des Verbands zuerst den „direkten Vertrieb“ ohne Groß-, Zwischen- und Einzelhändler, und danach die „direkte“ Ansprache von potenziellen Kunden. Diese proaktive Vertriebsform soll eine andere Klientel als der stationäre Einzelhandel erreichen, der über die richtige Lage und Werbung seine Kunden ins Geschäft locken muss, oder als der E-Commerce, der mittels Werbung Interessenten auf seine Seite leitet.

## Größe und Bedeutung
Nach Angaben seines Weltverbands WFDSA hat der Direktvertrieb 2022 172 Milliarden US-Dollar Umsatz erzielt. Diese wurden erwirtschaftet von 115 Millionen Menschen, die damit zu einem Haupt- oder Zusatzeinkommen kommen. Allerdings zeigen diese Zahlen nicht die vollständige Dimension des Direktvertriebs. Denn erstens sind bei Weitem nicht alle Direktvertriebe den nationalen Verbänden angegliedert, zweitens sind die Angaben ihrer Mitglieder freiwillig. Teilweise beruhen diese auf Umfragen. Dazu kommen die Unschärfen zwischen Direktvertrieb und dem boomenden Direktverkauf (D2C).
Gleichzeitig gibt es Unternehmen, die den Direktvertrieb im Rahmen von Multi-Channel-Systemen als ergänzenden Vertriebskanal zum Einzelhandel und E-Commerce nutzen.
Für Deutschland liefert die „Situation der Direktvertriebsbranche in Deutschland 2022“ eine Umfrage der Universität Mannheim im Auftrag des BDD aktuelle Zahlen. Die 121 Teilnehmer der Studie gaben einen kumulierten Umsatz von 22,33 Milliarden Euro an, erbracht von 909.000 Vertriebspartnern, davon 43 % in Vollzeit und 53 % Frauen. In einer vergleichbaren Studie im Jahr 2017 lag der Umsatz in Deutschland noch bei 17,62 Milliarden Euro.
Die Bedeutung des Direktvertriebs ist in diesen Zahlen nicht immer ersichtlich. Diese wird erst bei genauer Analyse verschiedener Regionen, Märkte und Produktgruppen ersichtlich:
- Eine wichtige Rolle spielt der Direktvertrieb in Entwicklungsländern. Er ermöglicht den organisierten, legalen Verkauf beliebter Produkte durch Mikrounternehmer, oft in Gebieten ohne Einzelhandelsstrukturen und fehlende Erwerbsmöglichkeiten. Gleichzeitig lernen junge Unternehmer dabei die Grundlagen von Vertrieb und Geschäftsaufbau.
- Das mit Abstand dem Direktvertriebs-affinste Land ist Südkorea mit 18,5 Milliarden Dollar Umsatz bei einer Bevölkerung von »nur« 52 Millionen. Jeder zweite südkoreanische Haushalt soll dort in mindestens einem Direktvertrieb aktiv sein.
- „Lateinamerika kann als die am weitesten entwickelte Region für den Direktvertrieb von Wellnessprodukten angesehen werden, der dort für 25 % des Gesamtumsatzes der Wellness-Branche verantwortlich ist. In einigen Ländern, wie Peru und Bolivien, kann der Anteil bis zu 40 % betragen.“ (Euromonitor 2023)[5]
- Viele Direktvertriebe waren und sind Pioniere in ihren Produktkategorien. Oft haben sie innovative Produkte entwickelt, die ihrer Zeit voraus waren und die deshalb kein Einzelhändler in sein Sortiment nehmen wollte. Als einziger Vertriebsweg für neuartige, erklärungsbedürftige Produkte blieb so nur der Weg über ausführliche Produktpräsentationen.

Doch auch in ländlichen Regionen dient der Direktvertrieb vielen Menschen als Einkommensmöglichkeit mit sozialem Touch.

## Verbraucherrechte
Verbraucher haben bei Ware, die sie im Direktvertrieb erworben haben (etwa auf einer Verkaufsparty), ein Widerrufsrecht. Der Widerruf muss gegenüber dem Unternehmen in Textform (etwa per Brief, Fax oder E-Mail) erklärt werden und ausdrücklich erfolgen. Ein kommentarloses Zurückschicken der Ware gilt rechtlich nicht als Widerruf. Seinen Widerruf begründen muss der Verbraucher nicht.
Die Widerrufsfrist beträgt grundsätzlich 14 Tage. Die Frist läuft ab Erhalt der Ware. Um das Widerrufsrecht auszuüben, muss der Verbraucher den Widerruf innerhalb der Frist an den Unternehmer absenden. Es ist nicht erforderlich, dass der Unternehmer die Widerrufserklärung des Verbrauchers auch innerhalb der 14 Tage erhält. Ist der Widerruf fristgemäß erklärt, muss der Verbraucher die Ware spätestens nach 14 Tagen zurückschicken.
Der Widerruf macht den Kauf rückgängig. Der Käufer muss die Ware zurückgeben. Der Unternehmer hat den vollen Kaufpreis zu erstatten. Die Kosten für die Rücksendung der Ware trägt der Verbraucher, wenn der Unternehmer den Kunden vor Vertragsschluss auf diese Pflicht zur Bezahlung der Rücksendekosten hingewiesen hat. In der Praxis übernehmen viele Unternehmen freiwillig die Retourkosten ihrer Kunden.
Es gibt einige Ausnahmen vom Widerrufsrecht. So kann zum Beispiel der Kauf von versiegelter Ware, die aus Gründen des Gesundheitsschutzes oder der Hygiene nicht zur Rückgabe geeignet ist, nicht widerrufen werden. Das gilt nach derzeitiger Rechtslage etwa bei im Direktvertrieb erworbenem Sexspielzeug.

## Direktmarketing, Direktvertrieb, Network-Marketing und Multi-Level-Marketing
Direktvertrieb ist ein weit gefasster Begriff, der zunächst allgemein für den Vertrieb von Produkten oder Dienstleistungen an den Endverbraucher ohne Zwischenhändler verwendet wird. Dieser Vertrieb kann sowohl im eigentlichen Sinne „direkt“ erfolgen, z. B. über das Internet (siehe auch Direktmarketing), als auch durch selbständige Geschäftspartner oder Handelsvertreter und Handelsvertreterinnen, z. B. Tupperware-Beraterinnen, Amway oder Herbalife-Mitglieder oder Vorwerk-Verkäufer. Diese zweite Form des Direktvertriebs kennt zwei Unterformen, nämlich 'single level marketing' (SLM) und multilevel marketing (MLM). Beim SLM verdienen Mitglieder nur am Verkauf der Produkte. Beim MLM können Mitglieder auch andere anwerben und an deren Einkäufen oder Verkäufen mitverdienen. MLM werden auch Network-Marketing genannt und oft dafür kritisiert, dass das Anwerben von neuen Mitgliedern im Vordergrund steht. Vielfach wird deshalb Network-Marketing und MLM auch als Empfehlungsmarketing bezeichnet.

## „Bundesverband Direktvertrieb Deutschland“
In Deutschland vertritt der Bundesverband Direktvertrieb Deutschland mit Sitz in Berlin die Interessen der Direktvertriebsunternehmen. Im Jahr 1967 als Arbeitskreis „Gut beraten – zu Hause gekauft“ gegründet, zählen heute über 50 Unternehmen zu seinen Mitgliedern. Das Umsatzvolumen der vom Bundesverband Direktvertrieb repräsentierten Unternehmen lag laut Verbandsangaben im Jahr 2016 bei mehr als 1,8 Milliarden Euro. Die Mitgliedsunternehmen haben sich selbst bestimmte Verhaltensstandards auferlegt, um das Image des Direktvertriebs in der Öffentlichkeit zu verbessern und die Verbraucher zu schützen.

## Kritik
Direktvertriebsunternehmen in Deutschland, vor allem sogenannte Multi-Level-Marketing- oder Network-Marketing-Unternehmen, unterliegen regelmäßig der Kritik. Im Mittelpunkt stehen hierbei die geringen Einkünfte der selbständigen Handelsvertreter. So zeigt eine Studie der Universität Nijmegen aus dem Jahr 2012, dass in acht von zehn der untersuchten großen deutschen Unternehmen Mitglieder durchschnittlich weniger als 150 Euro Umsatzprovision im Monat erwirtschaften. Für Arbeitssuchende ist es schwierig, die finanziellen Möglichkeiten einer Tätigkeit im Direktvertrieb realistisch einzuschätzen, da die Unternehmen zwar gerne mit hohen Einkommensmöglichkeiten werben, aber i. d. R. keine Auskünfte über die tatsächlich erzielten durchschnittlichen Einkünfte ihrer Mitglieder geben.